# Troll (olie- en gasveld)
Troll is een verzameling van drie olie- en aardgasvelden op het continentaal plat van Noorwegen. De totale bewezen reserves van de drie velden in het Troll gebied werden op het moment van de ontdekking geschat op 1800 miljard m³ aardgas en twee miljard vaten olie.

## Ontdekking
Het veld ligt op dezelfde noorderbreedte als Bergen op zo’n 65 kilometer voor de kust. De zeebodem ligt meer dan 300 meter onder de zeespiegel. In het gebied komen regelmatig stormen voor waardoor de golven soms tot 30 meter hoog reiken.
In 1979 werd het veld ontdekt door Royal Dutch Shell. Het duurde enige jaren voor de grootte van de velden met zekerheid was vastgesteld en dat het gas met winst kon worden verkocht. Drie jaar later stemde het Noorse parlement in met de ontwikkeling van het veld. Verkoopcontracten werden getekend want een dergelijke grote investering wilde men alleen doen als de afzet verzekerd was.
Naburige blokken werden toegewezen aan Statoil, nu Equinor, Norsk Hydro en Saga Petroleum in 1983. Block 31/2 is veruit het meest belangrijk met ongeveer een derde van de reserves, in de andere drie blokken zit de overige 68%. In 1985 werd besloten alle vier blokken bij elkaar te brengen in een vergunning. Norske Shell begon met de ontwikkeling van Troll Gas (Troll A), maar vanaf juni 1996 nam Equinor dit over. De levering van gas uit het veld begon op 1 oktober 1996. Norsk Hydro begon de productie uit Troll Oil (Troll B) in de herfst van 1995.

## Drie velden
Het geheel bestaat uit drie velden en beslaat een totale oppervlakte van 700 km². De olie- en gasreserves zitten tussen de 1300 en 1600 meter onder de zeebodem. De drie deelvelden zijn:

### Troll East
Troll East, bevat hoofdzakelijk gas, maar onder het gas zit nog een olielaag van vier meter dik. Het Troll East veld is gigantisch, er zit zo’n 1300 miljard m³ ofwel 40% van de toen bekende Noorse gasreserves. Het veld kan meer dan vijftig jaar gas produceren en kan in 10% van de Europese gasbehoefte voorzien. Tegen de gasprijzen van die tijd, werd de totale waarde van het aardgas geschat op 200 miljard gulden.
Het gas zit in een langwerpig reservoir. Omdat het veld ondiep is, staat er weinig druk op waardoor het gas moeilijk is op te pompen. Vanwege de geringe dikte en de hoge kosten van een productieplatform was het noodzakelijk horizontale boorputten te slaan. Voor de ontwikkeling van dit veld werd het grootste productieplatform gebouwd, Troll A Platform, twee pijplijnen en een gasbehandelingsinstallatie bij Kollsnes. Vandaar brengen pijpleidingen het gas naar het Duitse Emden of het Belgische Zeebrugge. De investeringen voor de installaties bedroegen ongeveer 9 miljard gulden. De nieuwe pijplijnen om het gas naar de afnemers op het Europese vasteland te transporteren hebben zo’n 12 miljard gulden gekost. Het gasveld kwam op 9 februari 1996 in productie.
Door de gasproductie neemt de druk in het veld af. In 2014 werden twee grote compressors, elk met een gewicht van 6000 ton, bijgeplaatst op het Troll A platform. Hiermee wordt de druk in het veld op peil gehouden en Statoil verwacht 83 miljard m³ extra gas uit het veld te kunnen halen. Met dit project komt de gasproductie uit op 30 miljard m³ per jaar.

### Troll West Oil Province
Dit veld werd in 1979 ontdekt. Troll West Oil Province heeft voornamelijk olie in een laag met een dikte van 22 tot 26 meter. De reserves werden aanvankelijk geschat op 1500 miljoen vaten olie, waarvan op 31 december 2006 nog 288 miljoen aanwezig was. Er is een platform, Troll B, het eerste half-afzinkbaar platform gemaakt van beton. De productie startte in de tweede helft van 1995.

### Troll West Gas Province
In het Troll West Gas Province ligt een gasveld van 200 meter dik en daaronder nog een 12 tot 14 meter dikke olielaag. Hier ligt ook een halfafzinkbaar platform, Troll C, maar nu een ontwerp van GVA gemaakt van staal. Dit veld ligt in het noorden van het gebied en kwam in 1999 in productie. Troll C neemt ook de productie van het nabijgelegen Fram veld voor zijn rekening.

## Naslagwerk
- (en)   Norskolje Industrial Heritage Plan: Troll